# كميلاء
الكميلاء (باللاتينية: Moltkia) جنس نباتي يتبع الفصيلة الحِمحِمية ويضم عشرات الأنواع من النباتات.

## من أنواعهاالواطنةفيالوطن العربي
- الكميلاء ضيقة الأوراق (باللاتينية: Moltkia angustifolia) في بلاد الشام
- الكميلاء النيلية (باللاتينية: Moltkia coerulea) في بلاد الشام وتركيا وبعض مناطق القوقاز

## من أنواعها الأخرى
- الكميلاء الذهبية (باللاتينية: Moltkia aurea) في تركيا
- الكميلاء الشجيرية (باللاتينية: Moltkia suffruticosa) في إيطاليا
- الكميلاء الصخرية (باللاتينية: Moltkia petraea) في اليونان وألبانيا وكرواتيا